# Incidente de Tainei-ji
O incidente Tainei-ji (大寧寺の変, Taineiji no Hen) foi um golpe de Estado em 30 de setembro de 1551 por Sue Takafusa (mais tarde conhecida como Sue Harukata) contra Ōuchi Yoshitaka, daimyō hegemônico do oeste do Japão, que terminou com o suicídio forçado deste último em Tainei-ji, um templo na província de Nagato. O golpe pôs um fim abrupto à prosperidade do clã Ōuchi, embora eles governassem o oeste do Japão em nome por mais seis anos sob a figura de proa Ōuchi Yoshinaga, que não era parente dos Ōuchi por sangue.